# چی چی دی‌وین
زویان مایکل دونپورت (۲۴ سپتامبر ۱۹۸۵ – ۲۰ اوت ۲۰۲۰) شناخته‌شده با نام هنری چی چی دی‌وین (انگلیسی: Chi Chi DeVayne) زن‌پوش و تلویزیون واقع‌نما اهل ایالات متحده آمریکا بود. او در سال ۲۰۱۸ به بیماری اسکلرودرمی مبتلا شد و دو سال بعد، پس از گذراندن مدت اقامت در بیمارستان، به‌دلیل نارسایی کلیه مرتبط با اسکلرودرمی و سینه‌پهلو، در سی و چهار سالگی درگذشت.